# Torgnon
Torgnon  (Torgnòn in patois valdostano; Tornjunh nel dialetto walser töitschu) è un comune italiano sparso di 568 abitanti della Valtournenche, valle laterale della Valle d'Aosta.

## Geografia fisica

### Territorio
Il Comune di Torgnon è compreso tra 800 e 3.320 metri di altitudine. Il comune è composto da ventidue frazioni distribuite su un ampio e soleggiato terrazzo morenico. Il col Saint-Pantaléon collega Torgnon con Chambave.
La cima più elevata del territorio comunale è la Punta Tsan (3.320 metri s.l.m.)
Le altre cime principali sono:
- Le Salé (3107 metri s.l.m.)
- Mont Blanc (Cime Blanche)  (3009 metri s.l.m.)
- Les Crottes (3001 metri s.l.m.)
- Le Saleron (2825 metri s.l.m.)
- Ersaz (2789 metri s.l.m.)
- La Variossa (2621 metri s.l.m.)
- Méabé (2617 metri s.l.m.)
- Becca d'Aver (2469 metri s.l.m.)
- Grâpa (2467 metri s.l.m.)

Classificazione sismica: zona 4 (sismicità molto bassa)

## Storia
Il paese è ricco di testimonianze storiche. A Châtel e Chatrian sono stati individuati due insediamenti protostorici e sul Col Pierrey è stato rinvenuto un villaggio salasso, a dimostrare che Torgnon era già abitato prima della dominazione romana.
Il papa Alessandro III cita la parrocchia di Torgnon nella sua bolla del 20 aprile 1176 sita « in Valle tornina ». Sembra quindi che Torgnon (dal latino Tornacus, corrotto in Tornio) abbia dato il nome alla Valtournenche, denominata in seguito « Vallis Tornenchia » e quindi « Valtournanche ».

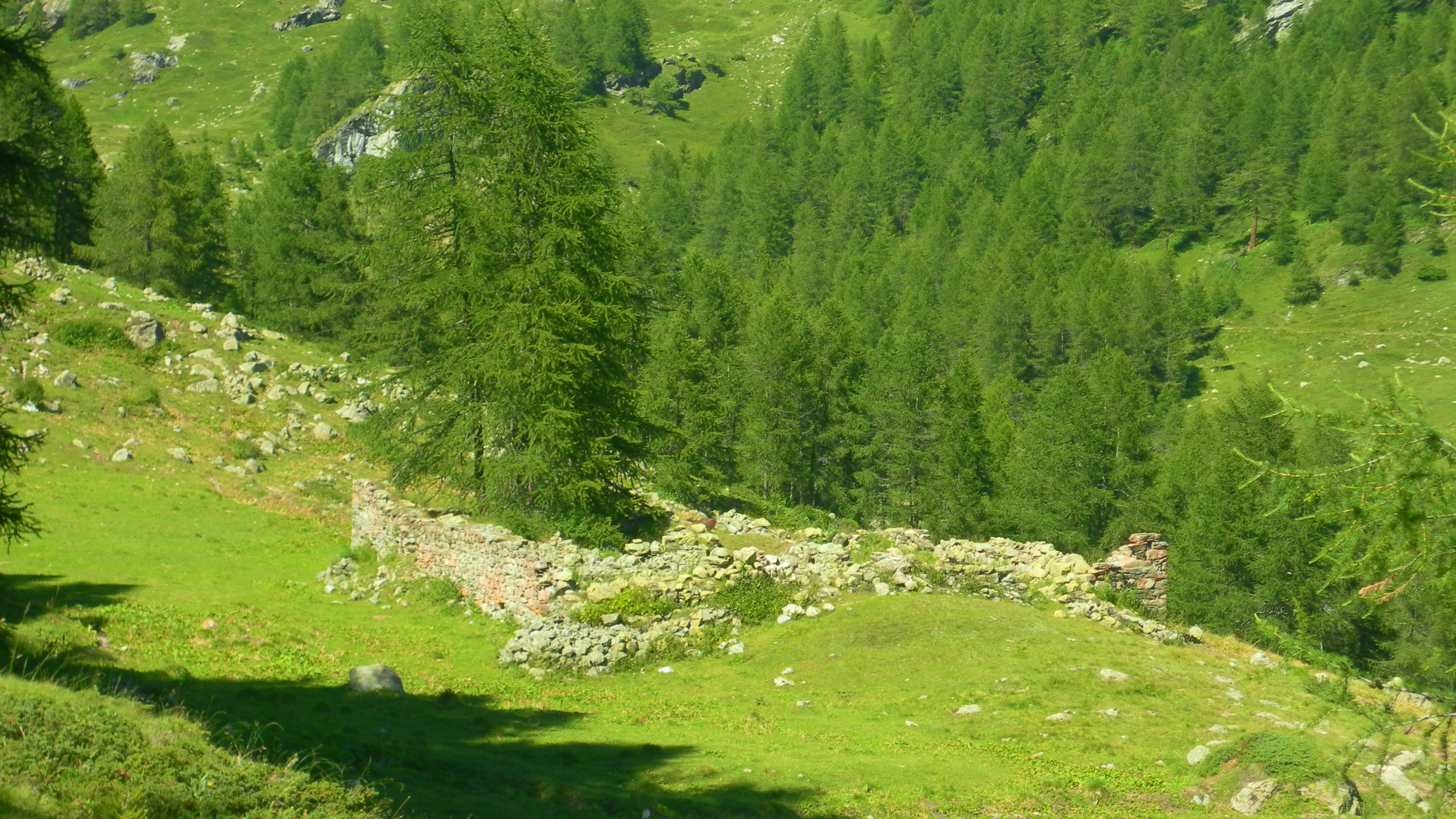
I resti del Castello di Chavacour

Dal Medioevo il Comune fece parte della Signoria di Cly, il cui dominio si estendeva al di là delle Alpi, fino a Sion (Svizzera) Durante il governo, particolarmente tirannico di Pierre de Cly, il feudo di cui faceva parte Torgnon fu conquistato dai Savoia che l'amministrarono per circa 200 anni per mezzo di un castellano.
Nel 1550 fu ceduto alla famiglia Moralis, poi ai Fabri, ai Roncas ed infine ai Bergera, che nel 1750 rinunciarono definitivamente ai diritti feudali sul comune di Torgnon.
Del periodo delle signorie restano i canali di irrigazione, tra i quali Le rû du pan perdu, i rascard, il mulino di Étirol e le vestigia dell'ospizio di Chavacour. Quest'ultimo era situato sulla via che collegava il territorio di Torgnon col vicino Vallese, attraverso i colli Chavacour, For, Collomb e Théodule. Queste vie servivano al commercio del bestiame e del Muscat de Chambave.
In epoca fascista, il toponimo fu italianizzato in Torgnone, dal 1939 al 1946.

### Simboli
Lo stemma comunale e il gonfalone sono stati concessi con decreto del presidente della Repubblica del 4 maggio 1998.
Il primo quarto riprende lo stemma dei Challant, del ramo di Cly, signori di Torgnon dall'inizio del XIII secolo al 1376, quando Amedeo VI di Savoia privò Pietro di Challant-Cly del titolo e confiscò i suoi beni a causa dei delitti e delle malversazioni di cui si era macchiato. La signoria di Cly passò quindi sotto il dominio diretto dei sovrani sabaudi a cui si riferisce la croce di Savoia del secondo quarto. Fu in seguito infeudata alla famiglia Fabri, rappresentata dallo stemma nel terzo quarto.
L'ultimo quarto riproduce la banda d’argento in campo azzurro della famiglia Besenval, originaria di Torgnon.
Il gonfalone è un drappo partito di rosso e di nero.

## Monumenti e luoghi d'interesse

### Architetture religiose
- Chiesa di San Martino

### Architetture civili
- Una casa cinquecentesca a Valleil conserva un solaio dell'XI secolo;
- Un "grenier" in frazione Nozon, recentemente ristrutturato reca sulla vecchia trave di colmo del tetto la data 1677;
- Una casa in località Mongnod mostra ancora un'iscrizione del 1814 dedicata al Re di Sardegna.

### Architetture militari
- I ruderi del Castello di Chavacour, forse fatto costruire da Bonifacio di Cly, a protezione di un colle secondario per la Svizzera; l'ospizio di Chavacour viene ricordato come stazione di posta dei Signori di Cly

### Siti archeologici
- Villaggio dei Salassi sul Col Pierrey

### Aree naturali
- Lo Stagno di Lo Ditor, sito di interesse comunitario;
- Ambienti calcarei d'alta quota attorno al Lago Tsan, sito di interesse comunitario (cod. IT1205081, 453 ha).

### Punti panoramici
Il col Saint-Pantaléon (1645 metri s.l.m.) e Saint-Évence (1667 metri s.l.m.), collegati da un sentiero panoramico sullo spartiacque tra la bassa Valtournenche e la valle centrale. Si possono ammirare il Cervino e tutta la Valtournenche nonché gran parte della media valle centrale e le sue montagne.

## Società

### Evoluzione demografica
Abitanti censiti

### Lingue e dialetti
Come nel resto della regione, anche in questo comune è diffuso il patois valdostano parlato da gran parte della popolazione.

## Cultura

### Biblioteche
In frazione Mongnod 4 ha sede la biblioteca comunale.

### Musei
- Museo etnografico del Petit-Monde, museo etnografico in località Triatel;
- Museo parrocchiale di Torgnon

## Turismo
Importante e tipica è la lavorazione del legno finalizzata alla realizzazione di vari oggetti, quali statuine e sabot.
Una delle principali risorse economiche di Torgnon è il turismo, soprattutto invernale, grazie al comprensorio sciistico presente nei pressi della località.

### Impianti sciistici
La società che gestisce gli impianti sciistici di Torgnon è la Cervino S.p.A.. I chilometri di piste da discesa sono circa 23.
Attualmente (stagione 2014-2015) gli impianti sciistici sono i seguenti:
- Telecabina 8 posti Mongnod-Chantorné (1 pista rossa)
- Seggiovia quadriposto Chantorné (1 pista blu)
- Seggiovia biposto Col Fenêtre (4 piste rosse e 1 nera)
- Seggiovia quadriposto Collet (1 rossa e 1 nera)

A cui si aggiungono uno Snow Park e un parco giochi sulla neve.

## Geografia antropica

### Frazioni
Di seguito l'elenco delle frazioni con il loro nome ufficiale in francese. Tra parentesi sono indicate le versioni non ufficiali in patois torgnolein :
Berzin (Berzén), Champagnod (Tsampagneu), Champeille (Tsampeille), Chantorné (Tsantorné), Chaté (Chaté), Châtelard (Tsatellà), Chatrian (Tsatrian), Cheille (Chéille), Chésod (Tséseu), Cortod (Corteu), Étirol (Étiou), Gombaz (Gomba), Mazod (Mazeu), Mongnod (Mongneu - chef-lieu), Nozon, Pecou,  Septumian (Setteumian), Triatel (Triaté), Tuson (Teuson), Valleil (Vallèi), Verney, Vesan Dessous (Vesan désò), Vesan Dessus (Vesan dameun), les Roncs (Lé Ron).
Il toponimo della frazione Nozon ha la particolarità di essere sia un ambigramma naturale che un palindromo.

## Amministrazione

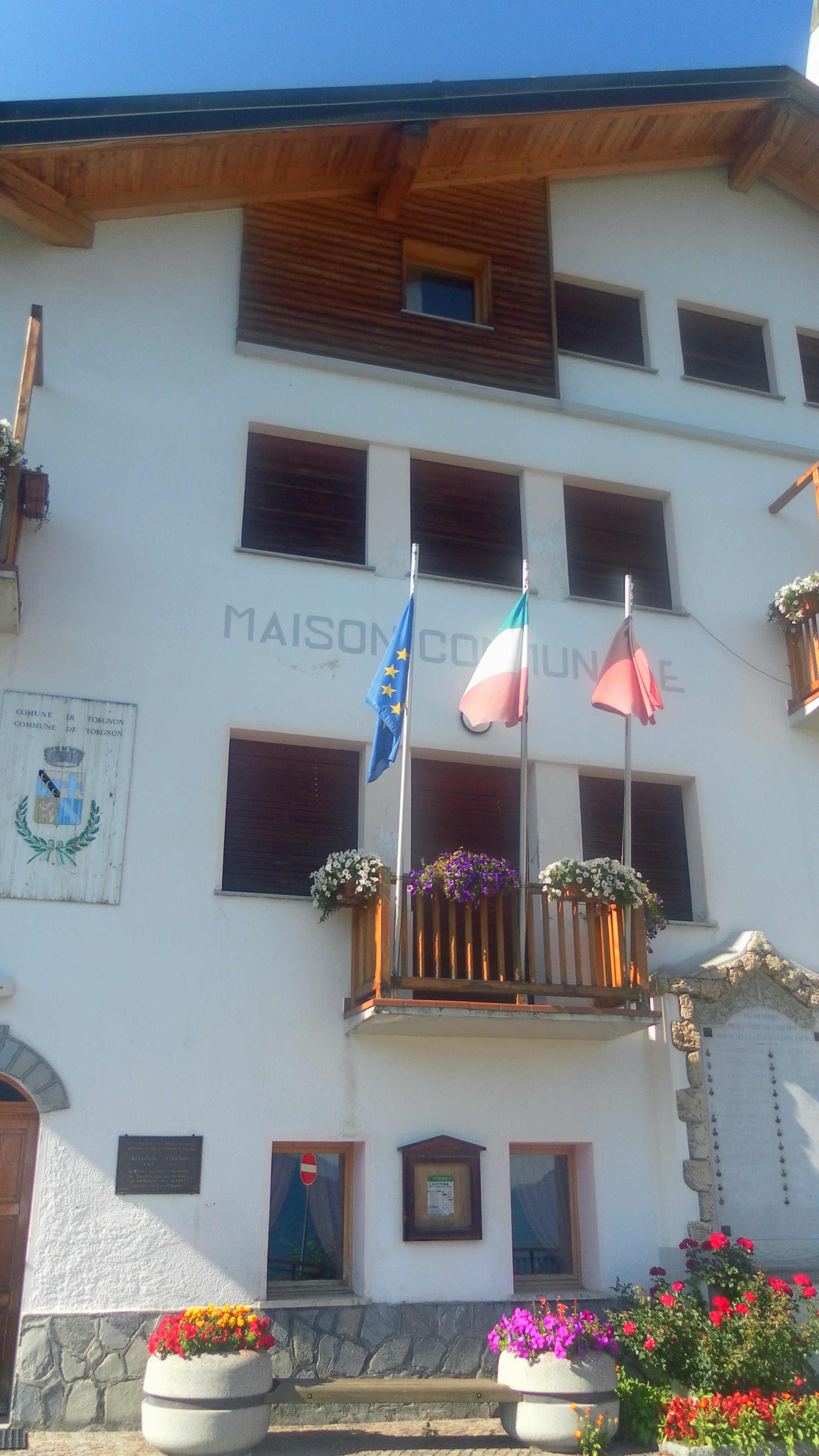
Il municipio

Fa parte dell'Unité des Communes valdôtaines Mont-Cervin.
Di seguito è presentata una tabella relativa alle amministrazioni che si sono succedute in questo comune.
| Periodo         | Periodo         | Primo cittadino | Partito          | Carica  | Note   |
| --------------- | --------------- | --------------- | ---------------- | ------- | ------ |
| 1975            | 1985            | Carlo Perrin    |                  | Sindaco |        |
| 6 giugno 1985   | 23 maggio 1990  | Livio Perrin    | -                | Sindaco | [ 15 ] |
| 23 maggio 1990  | 13 luglio 1993  | Carlo Perrin    | Union Valdôtaine | Sindaco | [ 15 ] |
| 13 luglio 1993  | 29 maggio 1995  | Filiberto Lucat | Union Valdôtaine | Sindaco | [ 15 ] |
| 29 maggio 1995  | 8 maggio 2000   | Filiberto Lucat | Union Valdôtaine | Sindaco | [ 15 ] |
| 8 maggio 2000   | 9 maggio 2005   | Filiberto Lucat | lista civica     | Sindaco | [ 15 ] |
| 9 maggio 2005   | 25 giugno 2008  | Albert Chatrian | lista civica     | Sindaco | [ 15 ] |
| 25 giugno 2008  | 25 maggio 2010  | Gilberto Neyroz | lista civica     | Sindaco | [ 15 ] |
| 24 maggio 2010  | 11 maggio 2015  | Cristina Machet | lista civica     | Sindaco | [ 15 ] |
| 20 maggio 2015  | 2 novembre 2021 | Daniel Perrin   |                  | Sindaco | [ 15 ] |
| 2 novembre 2021 | in carica       | Lorena Engaz    |                  | Sindaco |        |

### Gemellaggi
- Thuin

## Sport
In questo comune si gioca sia a palet che a tsan, tipici sport tradizionali valdostani.

## Galleria d'immagini

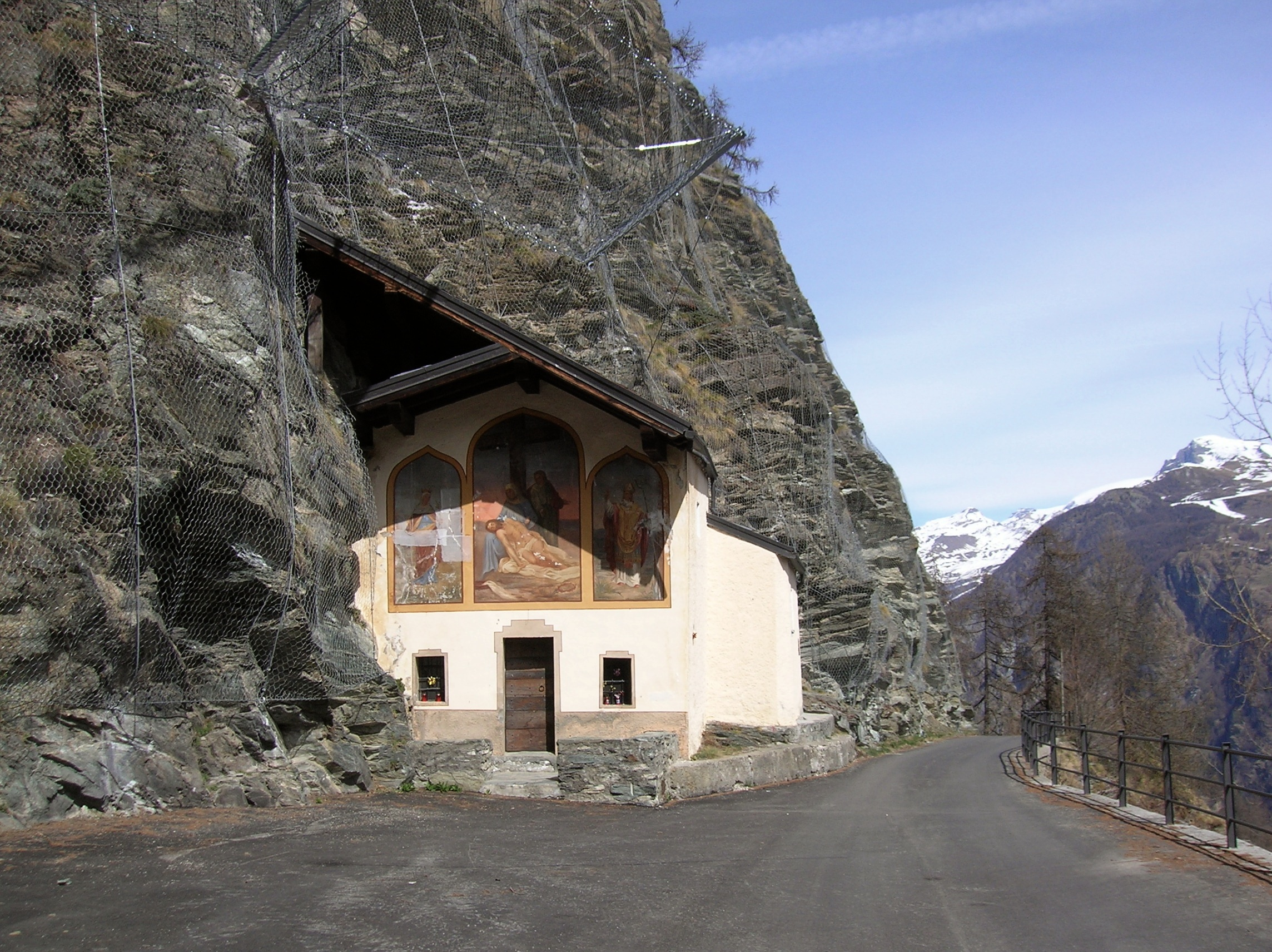
La Cappella di Ponty.
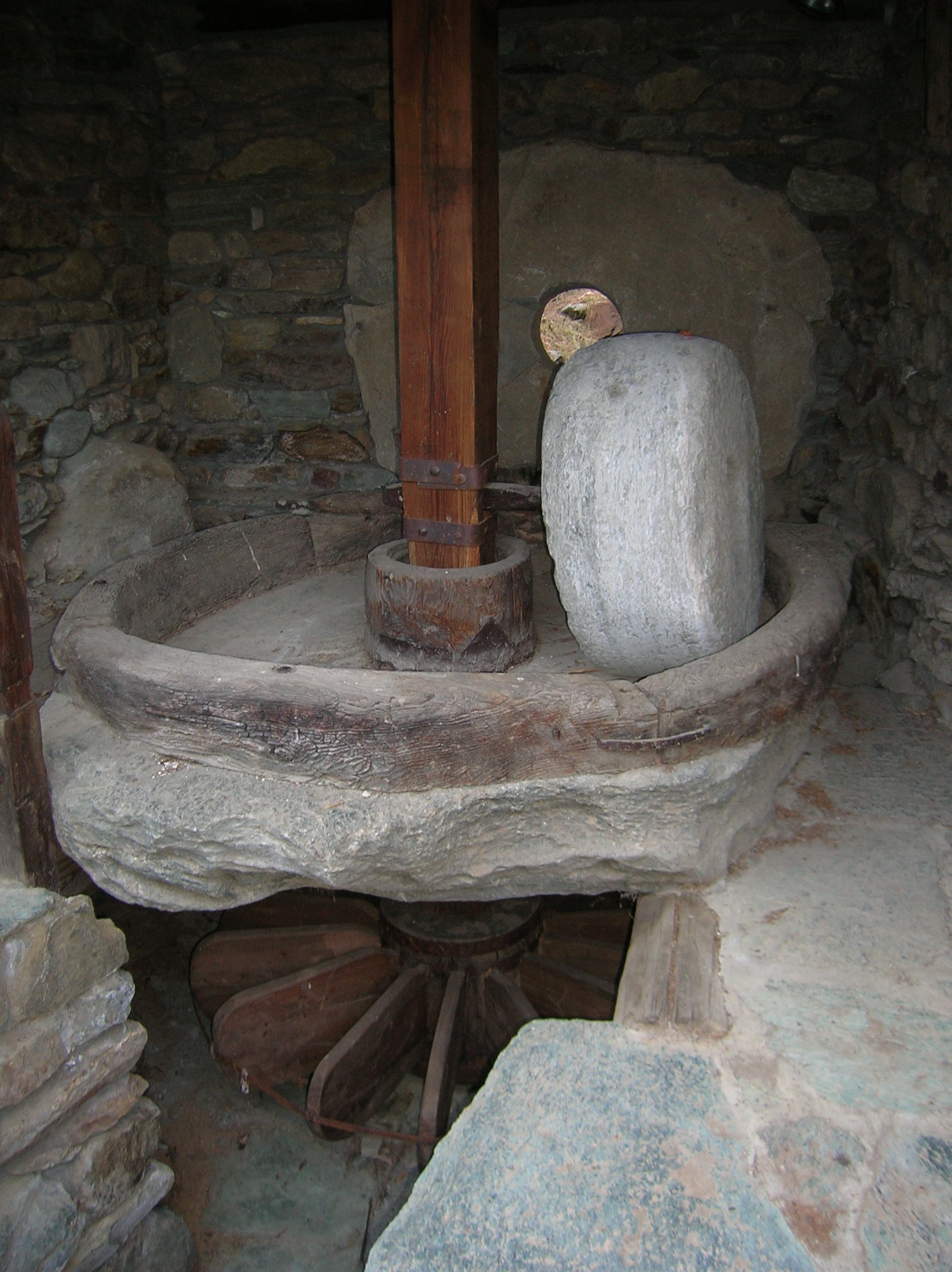
Antico mulino di Étirol.
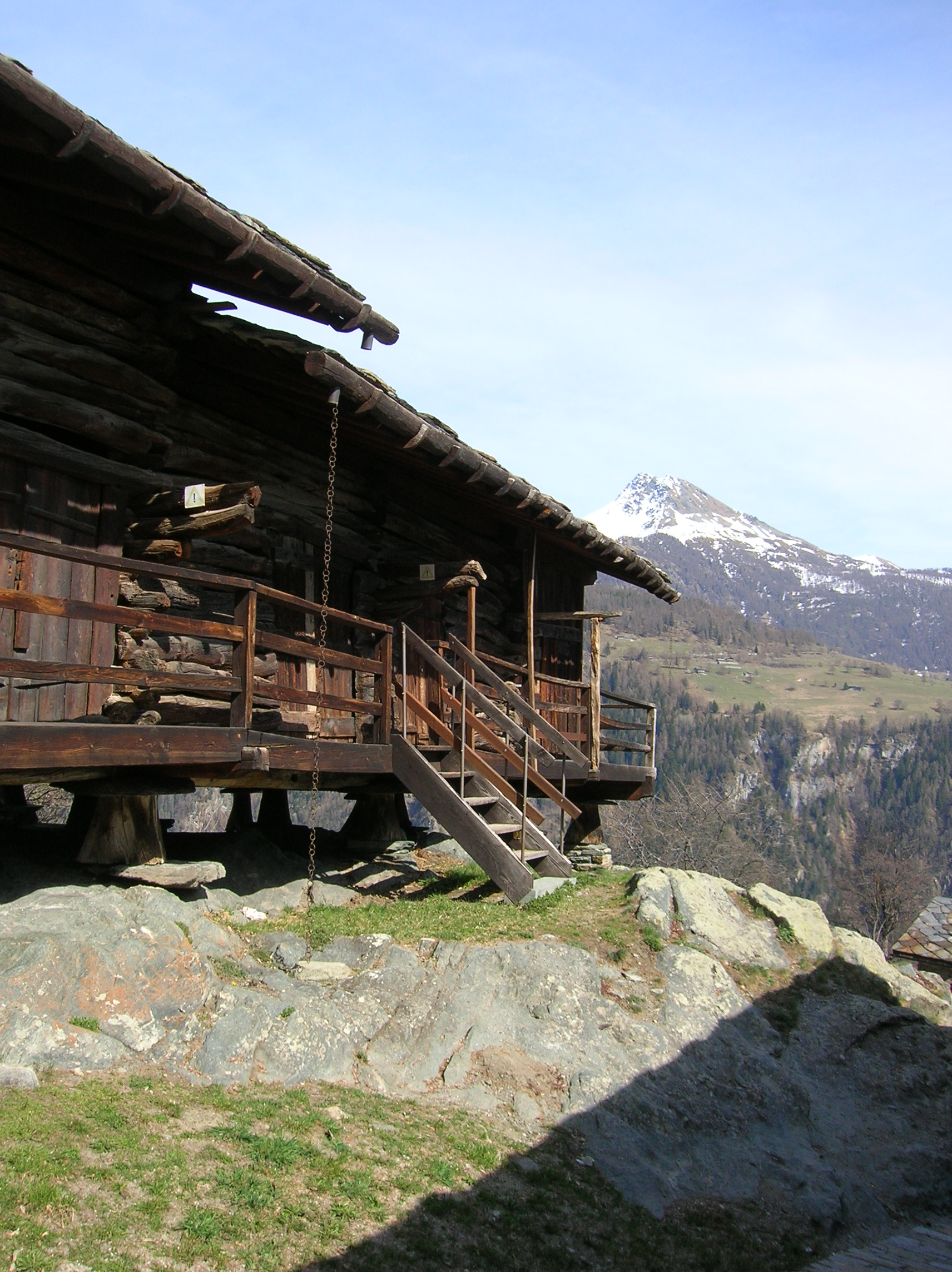
Rascard medievale di Triatel.
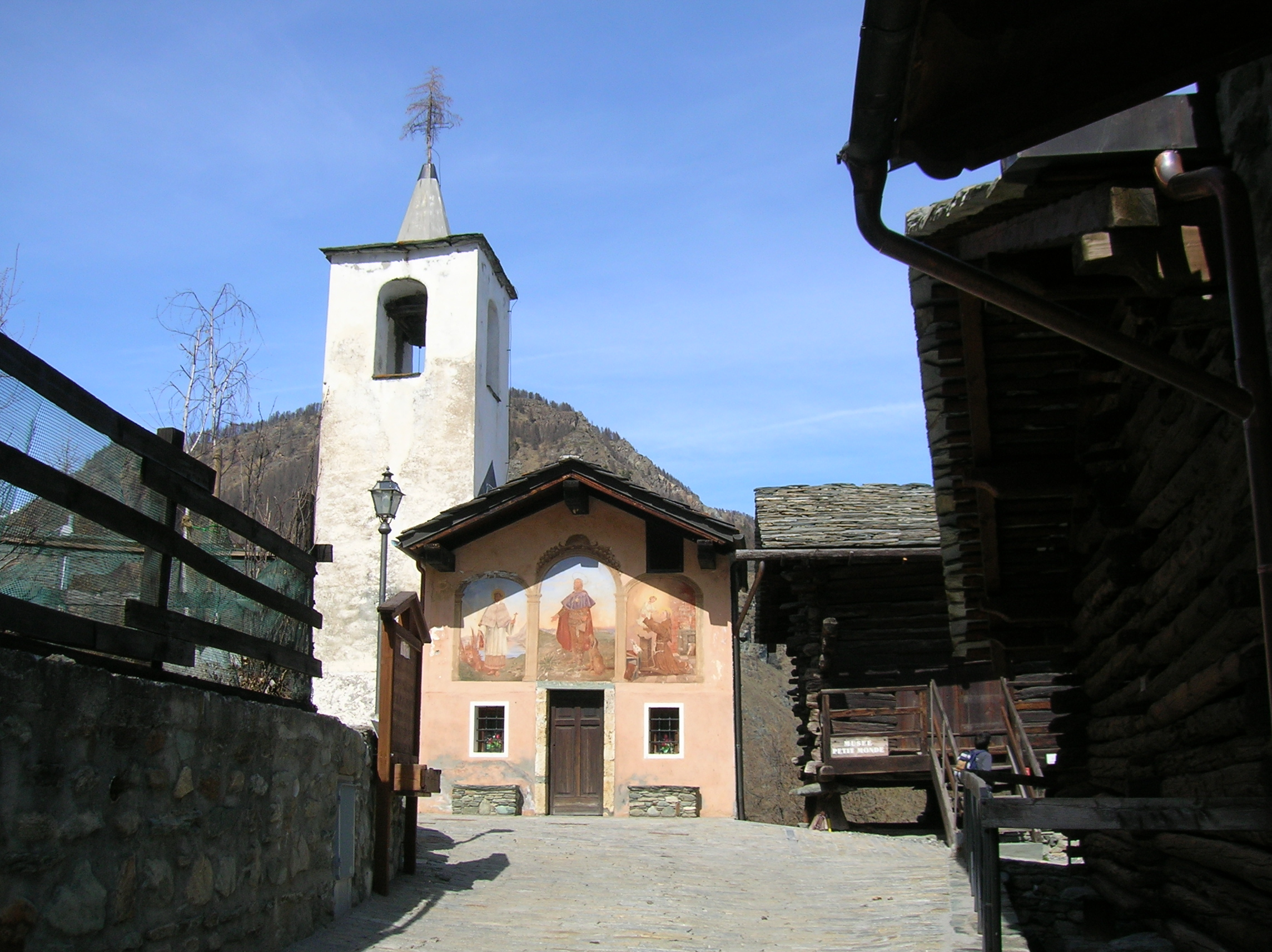
Cappella di Triatel.
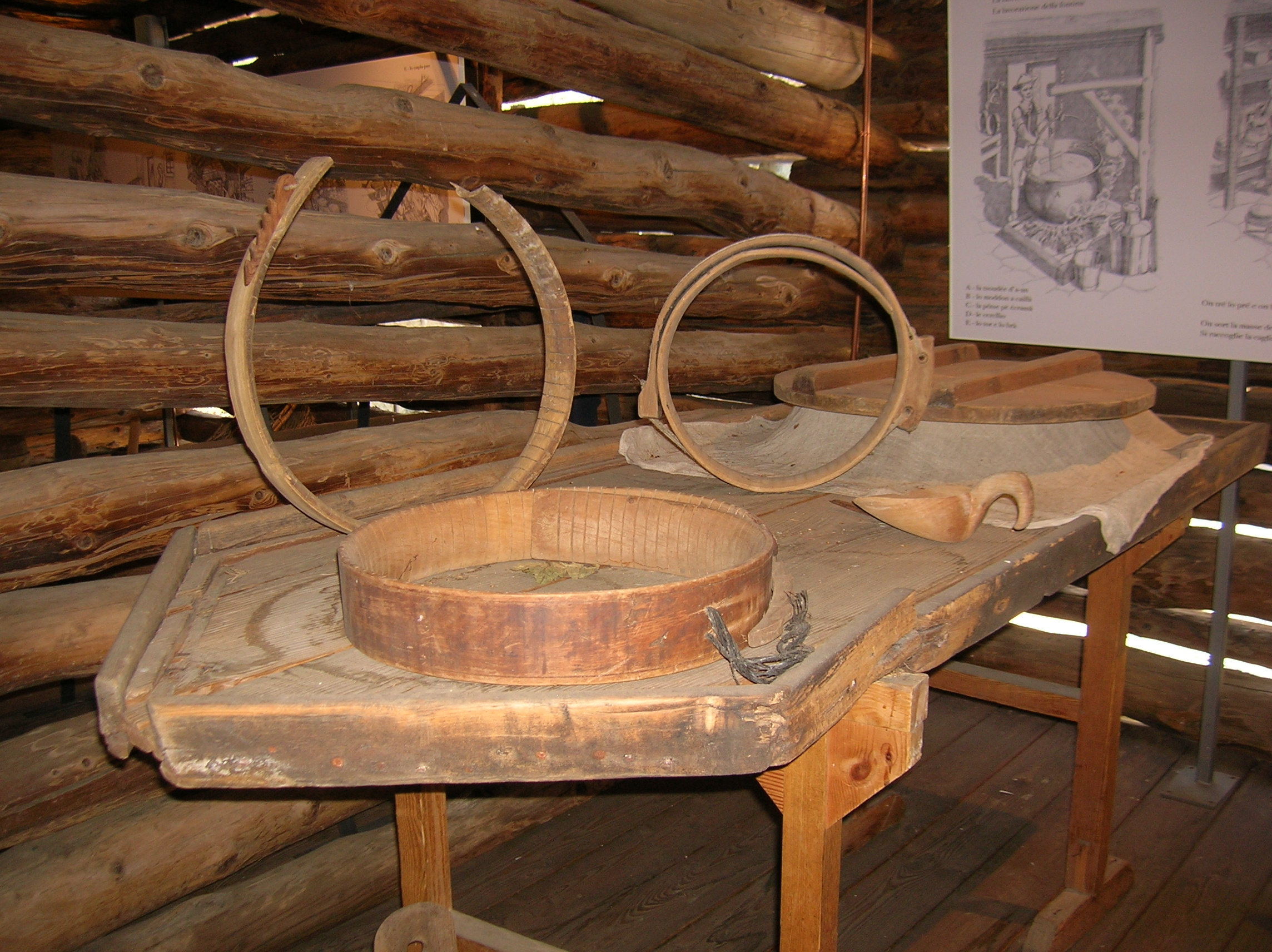
Fascere per la fontina al Museo etnografico del Petit-Monde.
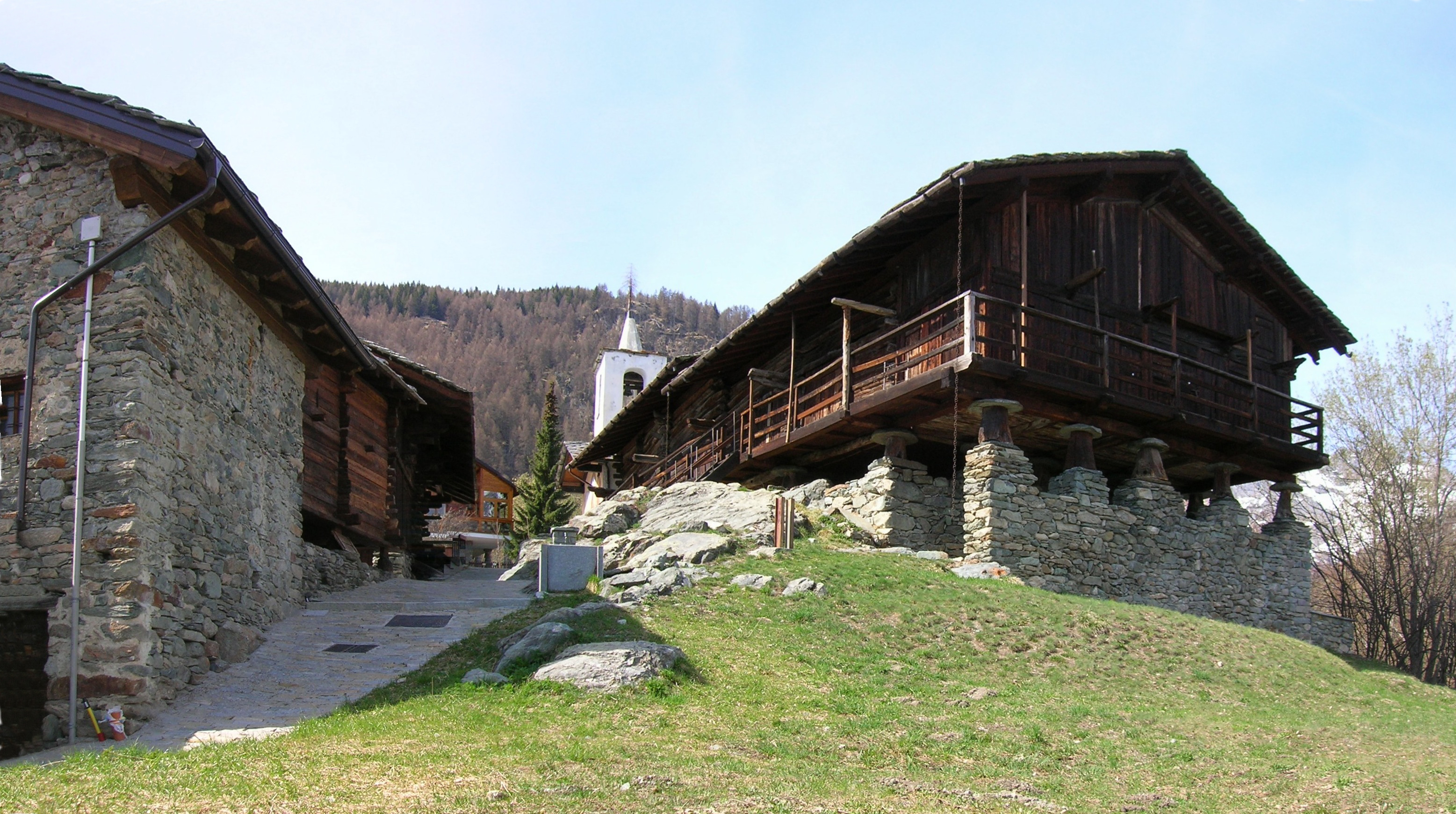
Uno scorcio di Triatel e del rascard medievale del Museo etnografico del Petit-Monde.
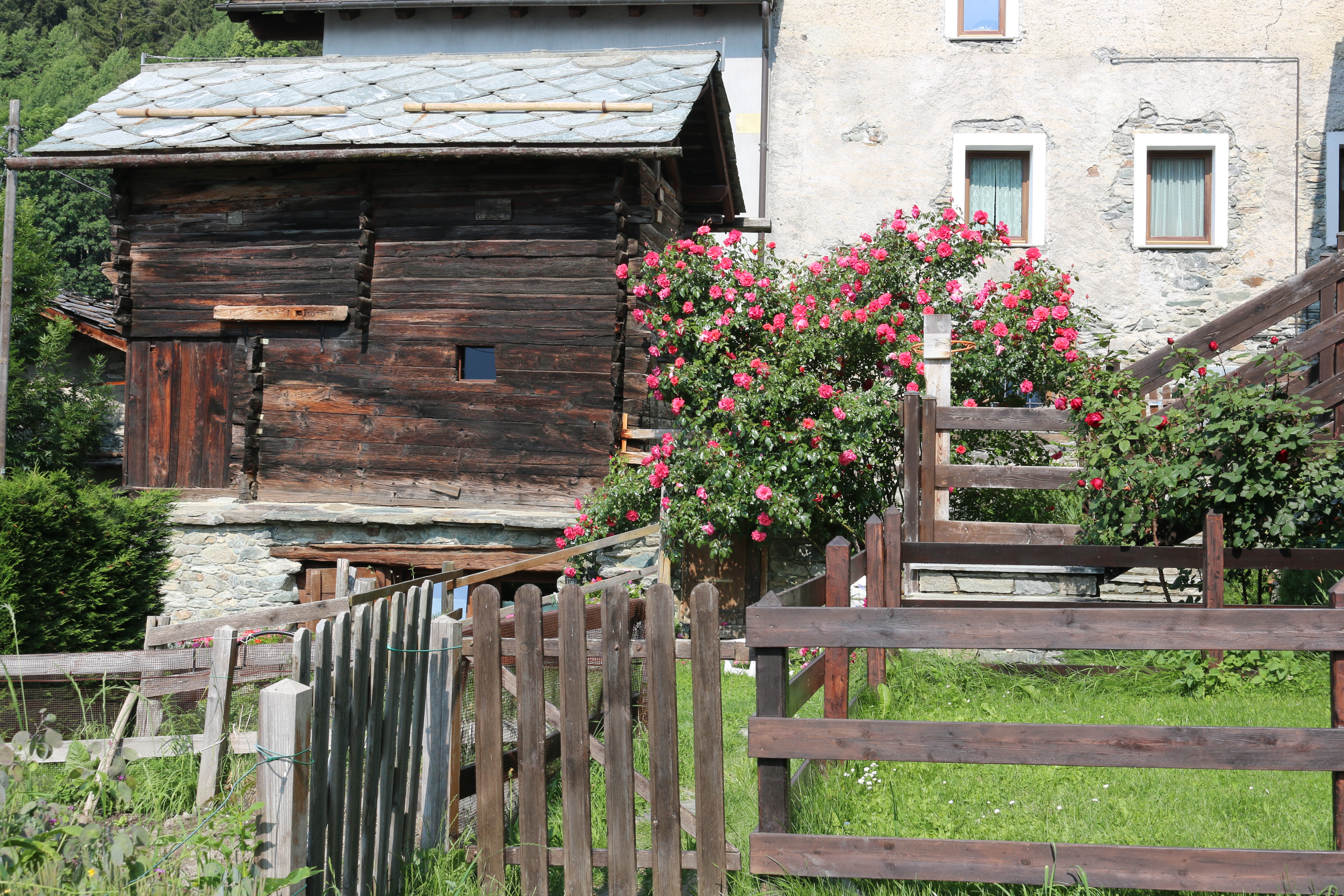
Grenier del 1677 a Nozon.
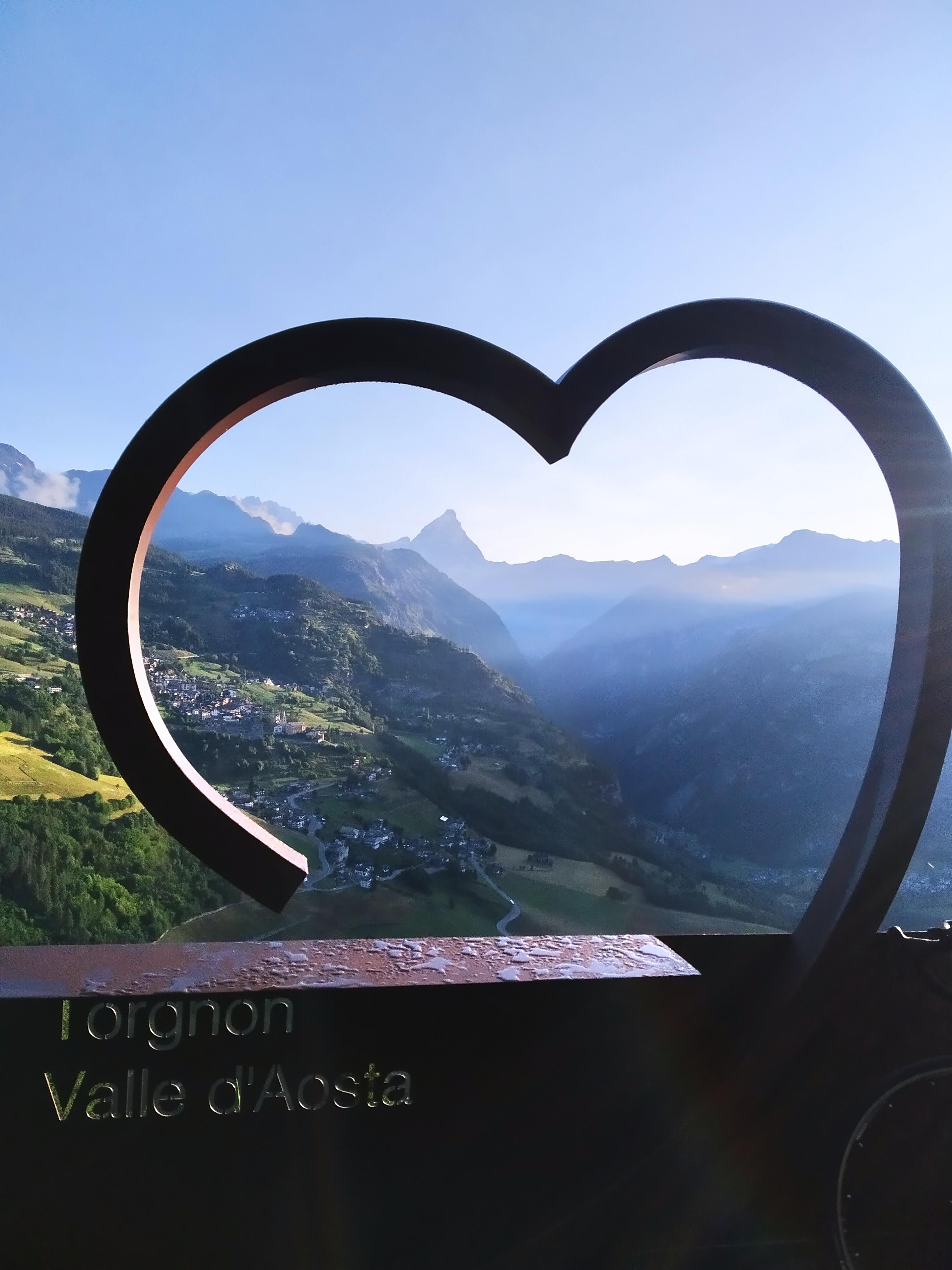
Torgnon visto dal col Saint-Pantaléon
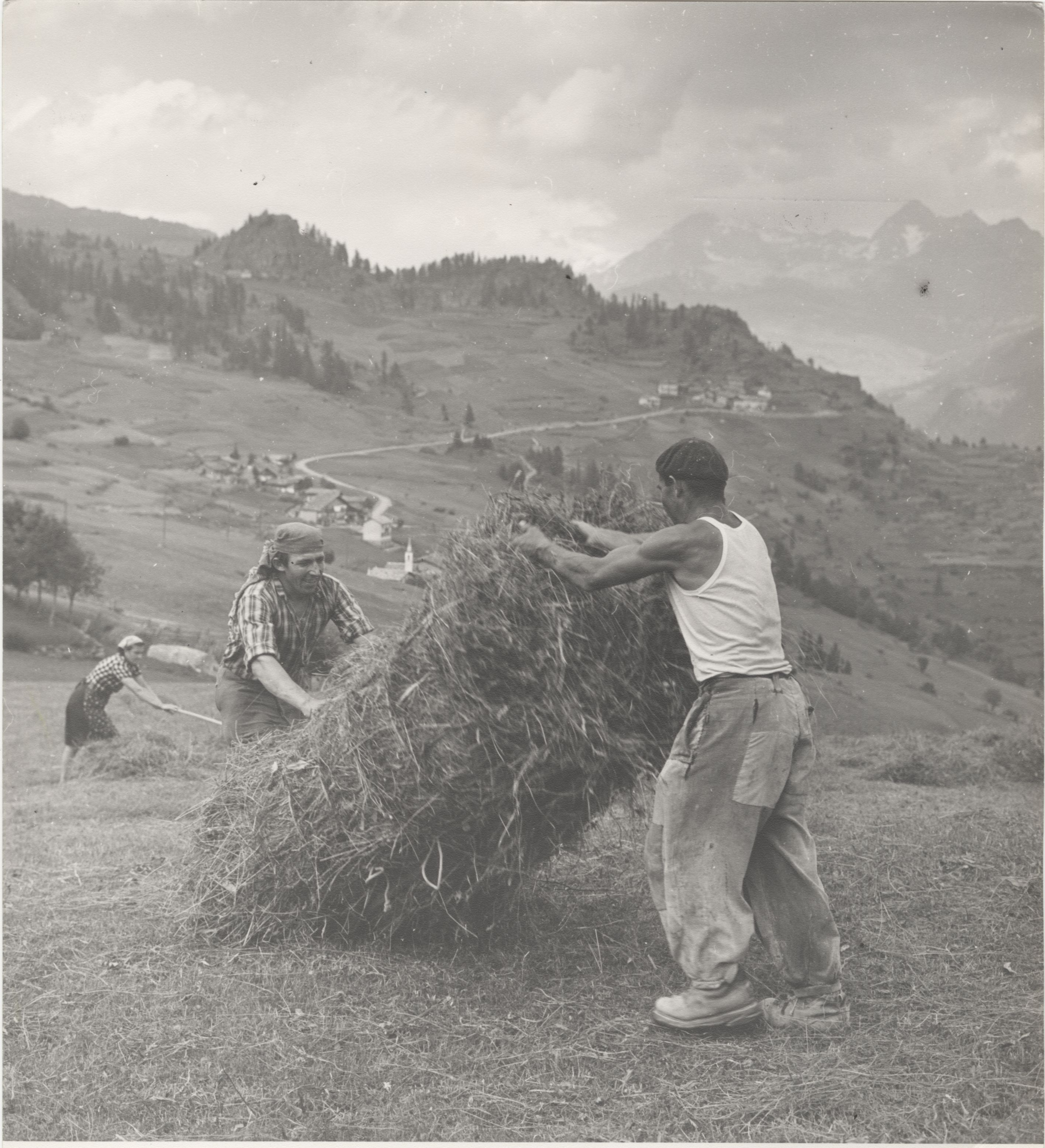
Fienagione a Torgnon nel 1967